# Bandera de Hokkaidō
La bandera de Hokkaidō (北海道旗, Hokkaidō-ki) és l'ensenya principal de Hokkaido, Japó. Va ser institucionalitzada oficialment l'1 de maig de 1967.

## Història
Tant la bandera com l'emblema de Hokkaido van ser aprovats i oficialitzats l'any 1967. Els dos deriven de la bandera de l'Oficina de Colonització de Hokkaidō, la primera bandera de Hokkaido.

### Símbol de l'Oficina de Colonització

Bandera inicial de Hokkaido institucionalitzada per l'Oficina de Colonització de Hokkaidō en 1872.

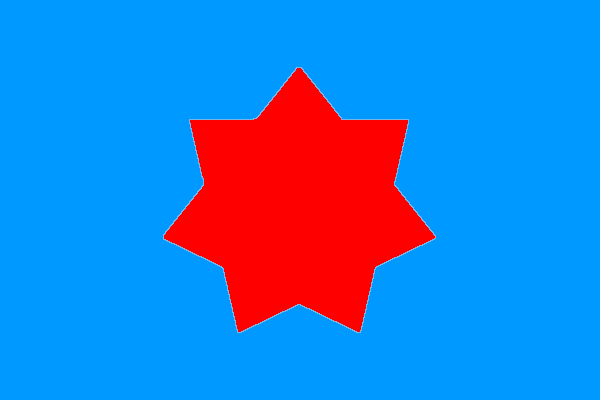
Bandera proposada per Kuroda Kiyotaka que mai va ser oficial.

Els colonitzadors de l'illa van emprar una bandera blava amb un estel roig al centre. Aquesta bandera en origen era la del vaixell on transportaven als colonitzadors, però esdevingué bandera oficial dels colonitzadors en febrer de 1872.
En setembre del mateix any, Kuroda Kiyotaka, comissionat de l'Oficina de Colonització, va sol·licitar al govern que canviara el disseny de la bandera i fera que l'estel de cinc puntes passara a ser un estel de set puntes. Més tard, el 1878, l'oficina va deixar de mostrar la bandera i el 1882, amb l'abolició de la institució, també s'abolí la bandera. Ni les posteriors prefectures de Sapporo, Hakodate i Nemuro, de corta durada, o el Govern de Hokkaidō van fer emblemes fins a la creació de l'actual.

### Símbol actual
Durant la dècada dels seixanta del segle XX el disseny d'emblemes i símbols prefecturals va viure una veritable eclosió per tot el Japó, i a Hokkaido augmentà el desig i la motivació per crear una ensenya prefectural de cara al cent aniversari (1969) de la colonització de l'illa. Més de 7.500 propostes de disseny van arribar al comitè per a l'elecció de la bandera, però a la fi elegiren el disseny de Kenichi Kuriyagawa el dia 31 de març de 1967. El primer de maig va ser oficialitzada per lleiamb el nom de "Emblema i bandera de Hokkaido". El 1992, l'emblema va ser adoptat com a logotip del govern per a evitar-ne confusions i simplificar la identitat.

## Disseny
L'emblema de Hokkaido mostra l'estel de cinc puntes de l'antiga bandera de l'Oficina de Colonització, com un estel de set raigs de llum en una imatge moderna i representant el futur de Hokkaido, que creix amb l'esperit dels colonitzadors. Per la banda de l'emblema, els colors reglamentàris no s'especifiquen al contrari de la bandera.
L'esquema de colors de la bandera està basat en el disseny de Kuroda Kiyotaka, amb un estel roig de set puntes, que representa l'energia indomable de la gent envoltat del blanc que simbolitza el vent i la neu i el color blau del fons, que simbolitza la mar del nord i el color del cel.